# 林威助
林 威助（リン・ウェイツゥ、英文表記：Wei-Chu Lin, 1979年1月22日 - ）は、台湾（中華民国）の台中市出身の元プロ野球選手（外野手）、野球指導者。左投左打。
日本への野球留学を経てNPB・阪神タイガースでプロ入り。国籍は中華民国（台湾）だが、日本の高校・大学に通っていたため規定により日本人登録選手の扱いとなっていた。その後中信兄弟に所属し、2015年から2017年まではチームキャプテンを務めた。

## 経歴

### プロ入り前
幼い頃にテレビで見た日本野球に憧れ、小学生から野球を始めた。中山國民中學在学時から、台湾ではその非凡な野球センスが話題となっていた。中学卒業後、日本への野球留学の誘いを受けるも、父の体調を慮って一旦は断っていた。しかし翌年再び勧誘され、日本の文化に触れたい好奇心もあり柳川高校へ入学した。同級生に田中瑞季がいる。
柳川高校では、2年夏の福岡大会で決勝に進出。しかし小椋真介を擁する福岡工大付高校に敗れ準優勝に終わった。また、入学が2年遅れだった関係から、日本高等学校野球連盟で定められている年齢制限を超えることとなった3年時は公式戦に出場できなかった。甲子園出場という目標を失い台湾に帰ることを考えたが、日本でプロ選手になることに目標を切り替え、木製バットを使用するなど高校卒業後を見据えた練習に入った。高校通算47本塁打を放っているが、以上のような理由から高校1・2年の2年間での記録である。
近畿大学へ進学し、1年春から右翼手のレギュラーとしてリーグ戦に出場し首位打者とベストナインを獲得。しかし、その後は不調に陥り3年時は膝の故障で主に代打での出場となった。4年時はその故障をおして3番・左翼手でスタメンに復帰、春季リーグ戦後のリーグ選抜に名を連ねたほか、秋季リーグ戦では2度目のベストナインに選ばれた。リーグ通算75試合に出場、280打数79安打、打率.282、5本塁打、47打点。
2002年のNPBドラフト会議で阪神タイガースから7巡目指名を受け入団。

### 阪神時代

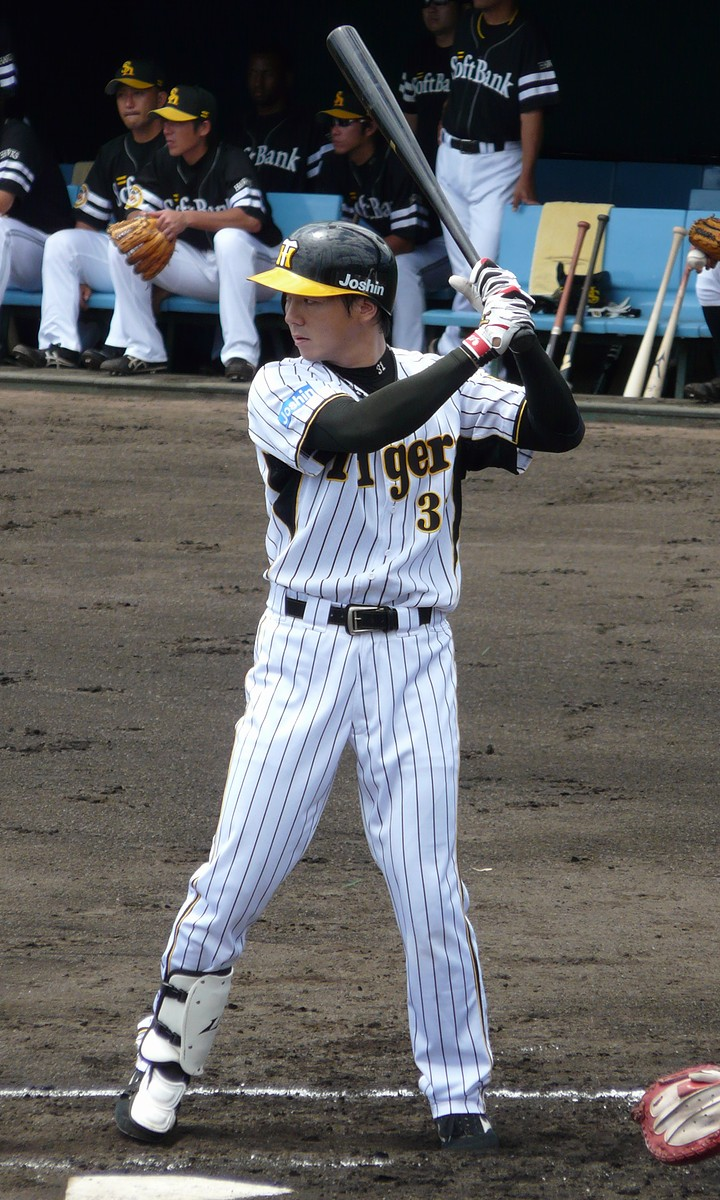
阪神時代（2009年7月15日、阪神鳴尾浜球場にて）

2003年は故障の癒えていない膝のリハビリに専念し、一軍・二軍戦ともに公式戦出場はなかった。
2004年シーズン、代打でプロ初出場。途中の8月にアテネオリンピックの野球チャイニーズタイペイ代表に選出され、シーズンでは10月11日の対東京ヤクルトスワローズ戦で公式戦初スタメン・初安打・初打点を記録。
2005年は主に代打で出場し、優勝決定後にはスタメンでも出場し初本塁打を記録。日本シリーズにも出場。
2006年はかつて掛布雅之が着けていた背番号31に変更。開幕前の3月に第1回ワールド・ベースボール・クラシック（WBC）のチャイニーズタイペイ代表に選出された。シーズンでは代打として起用され、セ・パ交流戦では指名打者でのスタメン出場も数試合あった。オフの11月から12月にかけて開催されたドーハアジア競技大会の野球チャイニーズタイペイ代表に選出された。同大会では、チャイニーズタイペイ代表史上初のアジア競技大会優勝に貢献した。
2007年も開幕から代打での出場が主だったが、4月下旬に濱中治が怪我で離脱して以降はレギュラーに定着。交流戦後は正一塁手のアンディ・シーツの不振に加えて同じ外野手の桜井広大の台頭もあり、一塁手としてのスタメン出場も多かった。しかし、5月13日の対ヤクルト戦でオーバーランした一塁へ帰塁した際に右肩を痛めながら、「せっかくつかんだチャンスを逃したくない」と打撃コーチの正田耕三に訴えて強行出場を続けた悪影響により、8月下旬に登録抹消。9月27日に一軍復帰するも規定打席には4打席不足したが、打率.292。15本塁打と58打点は、いずれも金本知憲に次いでチーム2位だった。それまで「プロの世界でレギュラーとして試合に出るようになるまでは、台湾の家族を試合に招待しない」と決めていたが、この年になって日本での生活12年目で初めて家族を日本に招くことができた。しかし、「右肩肩峰下滑液胞炎」と診断された右肩の回復が思わしくなかったため、同年オフに台湾で開催されたアジア選手権大会のチャイニーズタイペイ代表を辞退。12月に手術を受けた。
2008年は前年受けた手術のリハビリなどの影響から、シーズン初出場は5月29日の対千葉ロッテマリーンズ戦であった。7月8日の対読売ジャイアンツ戦で左膝靭帯を痛めて離脱し、北京オリンピックのチャイニーズタイペイ代表を辞退。8月に復帰したが、シーズン成績は打率.249・2本塁打だった。
2009年開幕前の3月に開催された第2回WBCのチャイニーズタイペイ代表に選出された。シーズンでは一軍登録されたのは5月8日であった。その後も不振が続いて前年を下回る56試合の出場で、打率.208・3本塁打・11打点に終わった。
2010年の沖縄における春季キャンプでは、立浪和義から打撃指導を受け、シーズンでは出場機会はさほど多くなかったが得点圏打率.412を記録した。
2011年は前年を下回る63試合の出場に留まり、打率も1割台に低迷した。
2012年はシーズンの大半を二軍で過ごし、わずか6試合の出場に終わった。
2013年8月4日にシーズン初の出場選手登録され同日の対巨人戦（東京ドーム）に6番・右翼手でスタメンで出場したが、打撃で4打数無安打（2三振）に終わり、右翼の守備でも精彩を欠いて途中交代。一軍公式戦への出場機会はこの1試合のみとなり、10月1日に球団から戦力外通告を受けた。11月に開催された「2013 BASEBALL CHALLENGE 日本 VS チャイニーズ・タイペイ」に出場するチャイニーズタイペイ代表への招集を辞退して12球団合同トライアウトを受験し、フェンス直撃の三塁打を含む2安打2四球、左翼の守備ではフェンスに激突しながらの好捕を見せるなどしたが、獲得に手を挙げる球団は現れなかった。

### 兄弟 - 中信兄弟時代
2013年11月28日に中華職業棒球大聯盟の中信兄弟からドラフト3巡目で指名され、2014年2月17日に正式契約を結んだ。
2014年3月末にスライディングをした際に左膝の半月板を損傷。その後も試合には出場したものの、26試合で打率.192・本塁打1・打点10で、5月14日に左膝の手術を受けた。
2015年春季キャンプ中に、監督の謝長亨からチームキャプテンに任命された。95試合に出場し96安打、打率.309、本塁打6、打点58の成績を残した。

### 現役引退後
2017年に引退し、学生野球資格回復のプロ側研修会に参加したことが報じられた。
2018年に中信兄弟の二軍監督に就任した。また、この年に阪神甲子園球場で始球式を行った。その時、現役時代の応援歌が流れ、林は「自分のテーマが流れて嬉しかった」と語っている。
2020年12月に中信兄弟の一軍監督に就任し、2021年前期シーズン優勝を果たした。台湾シリーズでは統一ライオンズを下し、チームを2010年以来チーム名改称後初の年間王者に導いた。
2023年5月10日に更迭され、海外発展顧問に就任することが発表された。12月29日に退団。
2024年4月13日より国立台湾体育運動大学の客員打撃コーチに就任。

## 選手としての特徴

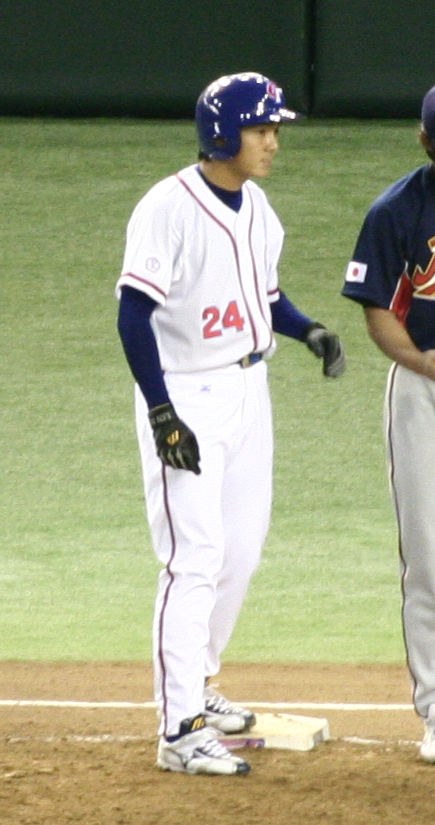
第1回WBCでの林。

速球に強く、スイングスピードが150 km/h以上であればプロでも一流と言われるところ、林は大学時代に168km/hを計測していた。
前述2008年の復帰戦代打でのブライアン・シコースキーとの対戦で、150 km/hの速球を警戒しつつ初球のチェンジアップに対応した一打には、「ああやって対応できる」と監督の岡田彰布から評価された。一方、前述の立浪からは「力があっても無駄な動きをしているところがある。もっと打てる選手。外からバットが出やすいようだ」と評された。
打撃への高評価に対し、選球・守備・走塁への評価は芳しくない。2006年までは試合途中で代打起用された後の守備へは滅多に就かず、中村豊など守備固めの選手が入ることがほとんどだった。
一塁手として出場することもあったが、ミットを持つことになる右肩をケガして以降は一塁起用を見送られている。なお2007年の右肩と2008年の左膝のケガは、いずれも走塁時のものである。
現代のプロ野球選手としては大きな体ではないが、握力は90 kgを計測する。

## 人物
座右の銘は「一球撃命」。勝負を決める一打を放つという意味。
高校入学当時はほとんど日本語が分からず、また台湾での中学時代までに比べはるかに厳しく辛い練習のため「台湾に帰りたい」と思ったこともあったという。日本晩年は流暢な日本語を話せるようになっていた。
日本時代、林が台湾出身であることを知らない日本人記者から「はやし・いすけ」と呼ばれることが度々あった。
『中国語ジャーナル』2007年8月号（アルク社）では林について特集が組まれ、表紙に載った。

## 詳細情報

### 年度別打撃成績
| 年 度     | 球 団     | 試 合 | 打 席 | 打 数 | 得 点 | 安 打 | 二 塁 打 | 三 塁 打 | 本 塁 打 | 塁 打 | 打 点 | 盗 塁 | 盗 塁 死 | 犠 打 | 犠 飛 | 四 球 | 敬 遠 | 死 球 | 三 振 | 併 殺 打 | 打 率 | 出 塁 率 | 長 打 率 | O P S |
| --------- | --------- | ----- | ----- | ----- | ----- | ----- | -------- | -------- | -------- | ----- | ----- | ----- | -------- | ----- | ----- | ----- | ----- | ----- | ----- | -------- | ----- | -------- | -------- | ----- |
| 2004      | 阪神      | 3     | 7     | 7     | 0     | 1     | 1        | 0        | 0        | 2     | 1     | 0     | 0        | 0     | 0     | 0     | 0     | 0     | 4     | 0        | .143  | .143     | .286     | .429  |
| 2005      | 阪神      | 8     | 14    | 12    | 3     | 5     | 0        | 0        | 1        | 8     | 2     | 0     | 0        | 0     | 0     | 2     | 0     | 0     | 1     | 0        | .417  | .500     | .667     | 1.167 |
| 2006      | 阪神      | 67    | 82    | 76    | 12    | 23    | 4        | 1        | 5        | 44    | 13    | 0     | 0        | 0     | 0     | 6     | 1     | 0     | 24    | 0        | .303  | .354     | .579     | .933  |
| 2007      | 阪神      | 115   | 442   | 418   | 51    | 122   | 17       | 3        | 15       | 190   | 58    | 1     | 0        | 0     | 4     | 20    | 1     | 0     | 89    | 5        | .292  | .321     | .455     | .776  |
| 2008      | 阪神      | 66    | 189   | 177   | 17    | 44    | 6        | 2        | 2        | 60    | 13    | 1     | 0        | 0     | 1     | 10    | 0     | 1     | 31    | 4        | .249  | .291     | .339     | .630  |
| 2009      | 阪神      | 56    | 102   | 96    | 4     | 20    | 3        | 1        | 3        | 34    | 11    | 1     | 0        | 0     | 0     | 6     | 0     | 0     | 16    | 2        | .208  | .255     | .354     | .609  |
| 2010      | 阪神      | 69    | 144   | 135   | 13    | 39    | 10       | 1        | 4        | 63    | 22    | 1     | 0        | 0     | 2     | 6     | 1     | 1     | 24    | 2        | .289  | .319     | .467     | .786  |
| 2011      | 阪神      | 63    | 92    | 90    | 2     | 15    | 3        | 0        | 1        | 21    | 5     | 1     | 0        | 0     | 1     | 1     | 0     | 0     | 14    | 2        | .167  | .174     | .233     | .407  |
| 2012      | 阪神      | 6     | 7     | 7     | 0     | 1     | 0        | 0        | 0        | 1     | 0     | 0     | 0        | 0     | 0     | 0     | 0     | 0     | 1     | 0        | .143  | .143     | .143     | .286  |
| 2013      | 阪神      | 1     | 4     | 4     | 0     | 0     | 0        | 0        | 0        | 0     | 0     | 0     | 0        | 0     | 0     | 0     | 0     | 0     | 2     | 0        | .000  | .000     | .000     | .000  |
| 2014      | 兄弟      | 42    | 113   | 100   | 5     | 19    | 1        | 0        | 1        | 23    | 11    | 0     | 0        | 0     | 1     | 9     | 2     | 1     | 9     | 6        | .190  | .274     | .230     | .504  |
| 2015      | 兄弟      | 96    | 329   | 307   | 39    | 95    | 17       | 1        | 6        | 132   | 58    | 0     | 0        | 2     | 2     | 15    | 3     | 0     | 25    | 4        | .309  | .346     | .430     | .776  |
| 2016      | 兄弟      | 95    | 279   | 252   | 42    | 78    | 15       | 1        | 5        | 110   | 40    | 0     | 4        | 0     | 1     | 25    | 0     | 1     | 27    | 4        | .310  | .373     | .437     | .810  |
| 2017      | 兄弟      | 7     | 16    | 15    | 1     | 2     | 0        | 0        | 0        | 2     | 0     | 0     | 0        | 0     | 0     | 1     | 0     | 0     | 3     | 0        | .133  | .188     | .433     | .321  |
| NPB：10年 | NPB：10年 | 454   | 1083  | 1022  | 102   | 270   | 44       | 8        | 31       | 423   | 125   | 5     | 0        | 0     | 8     | 51    | 3     | 2     | 206   | 15       | .264  | .298     | .414     | .712  |
| CPBL：4年 | CPBL：4年 | 240   | 737   | 674   | 87    | 194   | 33       | 2        | 12       | 267   | 109   | 0     | 4        | 2     | 4     | 50    | 5     | 2     | 64    | 14       | .288  | .341     | .396     | .737  |

### 年度別守備成績
| 年 度 | 球 団 | 一塁  | 一塁  | 一塁  | 一塁  | 一塁  | 一塁     | 外野  | 外野  | 外野  | 外野  | 外野  | 外野     |
| 年 度 | 球 団 | 試 合 | 刺 殺 | 補 殺 | 失 策 | 併 殺 | 守 備 率 | 試 合 | 刺 殺 | 補 殺 | 失 策 | 併 殺 | 守 備 率 |
| ----- | ----- | ----- | ----- | ----- | ----- | ----- | -------- | ----- | ----- | ----- | ----- | ----- | -------- |
| 2004  | 阪神  | -     | -     | -     | -     | -     | -        | 2     | 2     | 0     | 0     | 0     | 1.000    |
| 2005  | 阪神  | -     | -     | -     | -     | -     | -        | 3     | 3     | 0     | 0     | 0     | 1.000    |
| 2006  | 阪神  | 6     | 24    | 2     | 0     | 5     | 1.000    | 5     | 8     | 0     | 0     | 0     | 1.000    |
| 2007  | 阪神  | 48    | 389   | 28    | 2     | 26    | .995     | 64    | 99    | 0     | 0     | 0     | 1.000    |
| 2008  | 阪神  | -     | -     | -     | -     | -     | -        | 43    | 57    | 1     | 0     | 0     | 1.000    |
| 2009  | 阪神  | -     | -     | -     | -     | -     | -        | 18    | 25    | 0     | 1     | 0     | .962     |
| 2010  | 阪神  | -     | -     | -     | -     | -     | -        | 40    | 44    | 0     | 2     | 0     | .957     |
| 2011  | 阪神  | -     | -     | -     | -     | -     | -        | 23    | 22    | 0     | 2     | 0     | .917     |
| 2012  | 阪神  | -     | -     | -     | -     | -     | -        | 1     | 0     | 0     | 0     | 0     | ---      |
| 2013  | 阪神  | -     | -     | -     | -     | -     | -        | 1     | 1     | 0     | 0     | 0     | 1.000    |
| 2015  | 兄弟  | -     | -     | -     | -     | -     | -        | 28    | 45    | 1     | 2     | 0     | .958     |
| 2016  | 兄弟  | -     | -     | -     | -     | -     | -        | 52    | 60    | 0     | 2     | 0     | .968     |
| 2017  | 兄弟  | -     | -     | -     | -     | -     | -        | 3     | 3     | 0     | 1     | 0     | .750     |
| NPB   | NPB   | 54    | 413   | 30    | 2     | 31    | .996     | 200   | 261   | 1     | 5     | 0     | .981     |
| CPBL  | CPBL  | -     | -     | -     | -     | -     | -        | 82    | 108   | 1     | 5     | 0     | .956     |

### 記録
NPB初記録
- 初出場：2004年10月10日、対読売ジャイアンツ28回戦（阪神甲子園球場）、6回裏に桟原将司の代打で出場
- 初打席：同上、6回裏に真田裕貴から中飛
- 初先発出場：2004年10月11日、対ヤクルトスワローズ28回戦（明治神宮野球場）、7番・右翼手で先発出場
- 初安打・初打点：同上、1回表に藤井秀悟から右越適時二塁打
- 初本塁打：2005年10月4日、対横浜ベイスターズ21回戦（阪神甲子園球場）、4回裏に三浦大輔から右越ソロ
- 初盗塁：2007年6月16日、対千葉ロッテマリーンズ3回戦（千葉マリンスタジアム）、4回表に二盗（投手：清水直行、捕手：里崎智也）

### 背番号
- 38（2003年 - 2005年）
- 31（2006年 - 2013年）
  - 24（2004年アテネ五輪、2006年WBC）
  - 31（2009年WBC）
- 24（2014年 - 2023年5月10日）

### 登場曲
- 「楽園ベイベー」RIP SLYME（2004年）
- 「Dilemma」Kelly Rowland（2005年）
- 「Have a Nice Day」Bon Jovi（2006年 - 2009年）
- 「New Divide」Linkin Park（2010年 - 2013年）

### 代表歴
- 2004年アテネオリンピック野球チャイニーズタイペイ代表
- 2006 ワールド・ベースボール・クラシック・チャイニーズタイペイ代表
- 2006年アジア競技大会野球チャイニーズタイペイ代表
- 2009 ワールド・ベースボール・クラシック・チャイニーズタイペイ代表